# ساحر شمشاد ميرزا
ساحر شمشاد ميرزا (بالأردية: ساحر شمشاد مرزا) هو جنرال باكستاني برتبة أربع نجوم، يشغل حاليًا منصب الرئيس الثامن عشر للجنة هيئة الأركان المشتركة تم تعيينه في المنصب في 27 نوفمبر 2022. قبل هذا التعيين، تولى قيادة القيادة الشمالية في راولبندي من عام 2021 إلى عام 2022.

## الحياة المبكرة
وُلِد ساهر لشامشاد ميرزا في مولهال موغلان، وهي قرية صغيرة تقع في منطقة تشاكوال. فقد ساهر والديه في سن مبكرة حيث تربى يتيمًا.

## المسيرة العسكرية
تم تكليف ساهر في فوج السند الثامن للجيش الباكستاني بعد إكمال دورة الأكاديمية العسكرية الباكستانية رقم 76 في 10 سبتمبر 1987. وقد شغل مناصب قيادية مثل المساعد العام في القيادة العامة وقائد الفيلق العاشر والمدير العام وG1M06 في مديرية العمليات العسكرية. أثناء مهمته في العمليات العسكرية، تولى قيادة فرقة المشاة الأربعين في أوكارا.